# Dijana Radojević
Dijana Radojević (în sârbă Дијана Радојевић n. 2 aprilie 1990, în Jagodina) este o handbalistă din Serbia care evoluează pe postul de extremă stânga pentru clubul românesc CS Măgura Cisnădie și echipa națională a Serbiei.
Radojević a evoluat pentru naționala de handbal feminin a Serbiei la Campionatele Europene din 2014, 2018 și la Campionatele Mondiale din 2015, 2017 și 2019.

## Palmares
- Universiada:
  -  Medalie de bronz: 2015

- Cupa Cupelor:
  - Turul 3: 2013, 2014, 2015
  - Turul 2: 2012

- Liga Europeană:
  - Grupe: 2022

- Cupa EHF:
  - Turul 2: 2018

- Cupa Challenge:
  - Optimi: 2011

- Campionatul Serbiei:
  -  Medalie de argint: 2011, 2012, 2013, 2014, 2015

- Cupa Serbiei:
  -  Câștigătoare: 2014
  -  Finalistă: 2015

- Liga Regională:
  -  Medalie de bronz: 2012

- Supercupa Turciei:
  -  Finalistă: 2017